# Notus italicus
Notus italicus är en insektsart som beskrevs av Wagner 1954. Notus italicus ingår i släktet Notus och familjen dvärgstritar.
Artens utbredningsområde är Italien. Inga underarter finns listade i Catalogue of Life.